# Огледалото на дявола
„Огледалото на дявола“ е български 4-сериен телевизионен игрален филм (екшън, драма, криминален) от 2001 година на режисьора Николай Волев, по сценарий на Марин Дамянов и Николай Волев. Оператор е Емил Христов. Музиката във филма е композирана от Рали Ралчев.

## Актьорски състав
- Христо Мутафчиев – Радо Дамянов – Павароти
- Калина Донкова – Яна
- Деян Донков – Шерифа
- Васил Михайлов – адвокат Папаризов
- Велико Стоянов – прокурора
- Роберт Янакиев – Петков
- Илия Раев – началникът
- Десислава Бакърджиева – Анета
- Малин Кръстев – танкиста
- Мария Статулова – Гюлеметова
- Емануела Шкодрева – Бонка
- Радена Вълканова – Соня
- Пламен Драганов – главната мутра
- Калина Донкова
- Касиел Ноа Ашер – Марта
- Станка Калчева – Катя
- Пламен Петров – дебелия
- Михаил Баташки – шеф на митницата
- Асен Мутафчиев
- Елена Ангелова – руса проститутка
- Ирина Маринова – проститутка
- Диана Меранзова – русо момиче
- Димо Димов – Слона
- Нели Коларова – кючекчийката
- Гергана Янкова – голо момиче
- Владимир Колев – бодигард
- Валентин Борисов – II бригадир
- хор „Планинарска песен“
- капитан инженер Димитър Маслев – Стойката
- Оркестър: Джони Илиев
Борил Илиев
Ивайло Риков
Алексей Атанасов